# 1871年12月12日日食
1871年12月12日日食为一次在协调世界时1871年12月12日出現的日全食。該次日食食分為1.0465，食甚維持4分23秒。

## 概述
這次日食的食分是1.0465，全食維持4分23秒。

## 基本參數
- 類型：日全食
- 食甚資料：
  - 日期：1871年12月12日
  - 時間：4時3分38秒
  - 地點：13S 119E
  - 食分：1.0465
  - 日全食持續時間：4分23秒

## 外部連結
- NASA日食專頁（页面存档备份，存于）（英文）